# Photyna ornata
Photyna ornata är en skalbaggsart som beskrevs av Gilbert John Arrow 1925. Photyna ornata ingår i släktet Photyna och familjen Melolonthidae. Inga underarter finns listade i Catalogue of Life.